# Boonchu Ruangkit

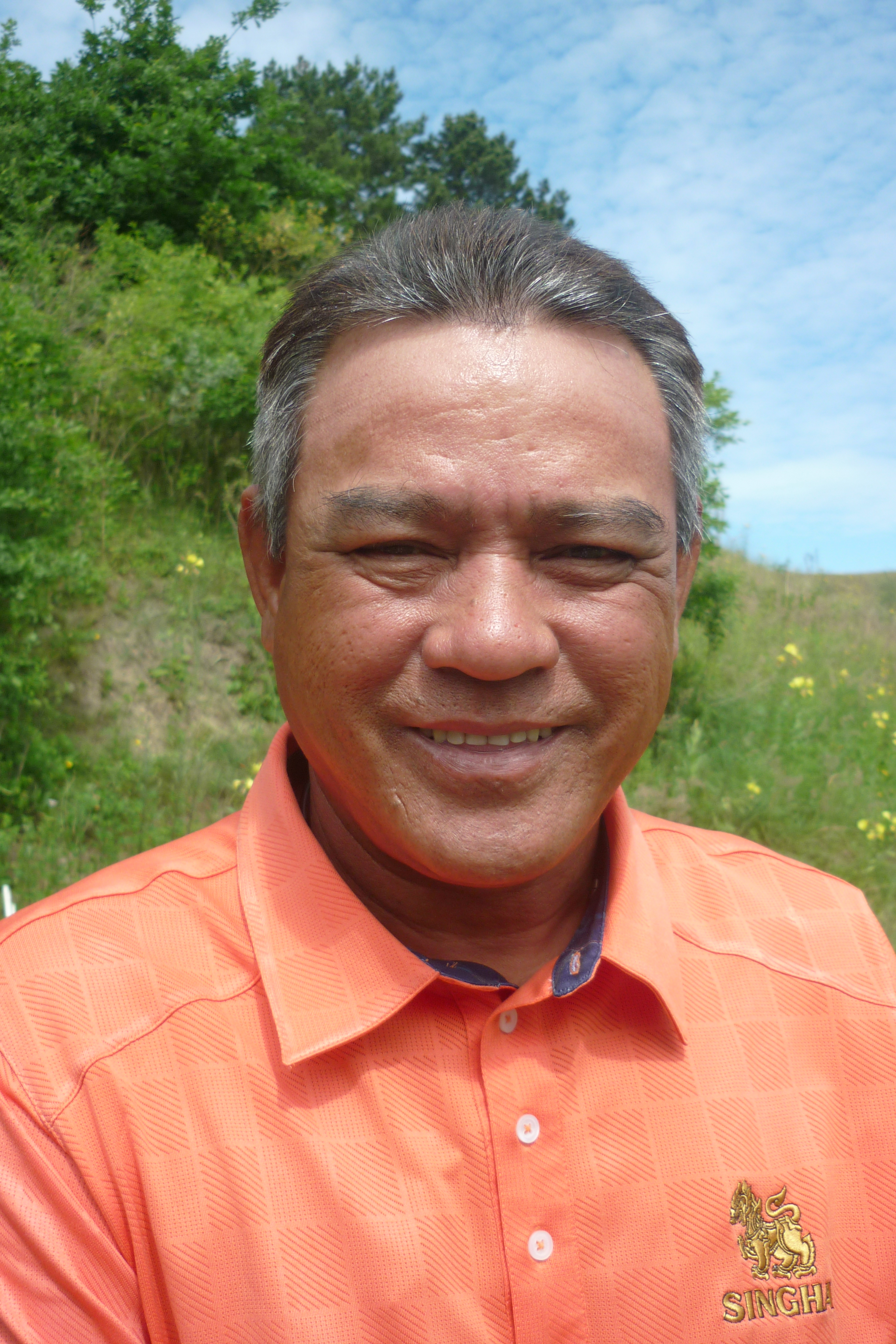
Dutch Senior Open 2010

Boonchu Ruangkit (12 mei 1958) is een professioneel golfer uit Thailand.

## Amateur
Van Ruangkit is bekend dat hij kickbokser wilde worden maar nadat hij knock-out was geslagen legde hij zich toe op golf. Hij werd bekend toen hij in 1985 in Australië het internationaal amateurskampioenschap won.

### Gewonnen
- 1985: Australisch Amateur, Putra Cup (individueel)
- De lijst is waarschijnlijk niet compleet.

### Teams
- Putra Cup: 1985 (winnaars)

## Professional
Sinds de officiële start van de Aziatische PGA Tour in 1995 behaalde hij vijf overwinningen. Hij werd in 2006 vijftig jaar en won de Tourschool, zodat hij in 2007 op de Amerikaanse Champions Tour speelde. Hij speelt nu op de Europese Senior Tour.

### Gewonnen

#### Aziatische PGA Tour
- 1995 Langkawi Open
- 1996 Myanmar Open, Lexus International
- 1997 Myanmar Open
- 2004 Thailand Open

#### Elders
- 1992: Thailand Open
- 1998: Mercuries Masters (Taiwan)
- 2003: Singha Classic (Thailand)
- 2004: Chevrolet Championship (Thailand)

#### Europese Senior Tour
- 2010: Aberdeen Brunei Senior Masters, Chang Thailand Senior Masters, Berenberg Bank Masters, Benahavís Senior Masters
- 2011: Travis Perkins plc Senior Masters op Woburn